# دهداری (اندیمشک)
دهداری (اندیمشک)، روستایی از توابع بخش الوار گرمسیری شهرستان اندیمشک در استان خوزستان ایران است.

## جمعیت
این روستا در دهستان مازو قرار دارد و براساس سرشماری مرکز آمار ایران در سال ۱۳۸۵، جمعیت آن زیر سه خانوار بوده‌است.